# CIEX
A CIEX é uma empresa produtora e exportadora de  castanha-do-brasil e parte do Grupo CIEX, fundada na cidade de Manaus em 1945 por Isaac Benzecry.  Atua em diferentes unidades federativas mas tem a sua sede na cidade de Manaus. A CIEX é uma das maiores empresas exportadoras de castanha-do-brasil exportando para todos os 5 continentes: a América, a Europa, a Ásia, a África e a Oceania. São cerca de 200 funcionários durante os períodos de entressafra, podendo quase dobrar seu contingente durante os períodos de safra.

## História
A CIEX  tem sua origem em Manaus quando seu fundador, Isaac Jacob Benzecry, iniciou suas atividades com a empresa I. J. Benzecry no ano de 1936.  Em 7 de novembro de 1944, após algumas mudanças em seu quadro social, a CIEX, já com seu nome atual, assumiu os ativos e passivos da I.J. Benzecry e seguindo suas atividades comerciais e industriais, sempre atuando no ramo de produtos amazônicos. Por muitos anos a CIEX foi uma das principais produtoras de borracha e couro, atividades hoje cessadas. Posteriormente, a CIEX entrou firme no negócios de exportação de castanha-do-brasil, tornando-se uma das principais empresas do Amazonas. Nesse período, Isaac J. Benzecry ao lado de Isaac Benayon Sabbá, passou a liderar a economia local naquele tempo, pois inovou com a evidência de que o mercado local precisava se reinventar e acompanhar as inovações tecnológicas. 